# (5321) Jagras
(5321) Jagras est un astéroïde de la ceinture principale.

## Description
(5321) Jagras est un astéroïde de la ceinture principale. Il fut découvert le 14 novembre 1985 à Brorfelde par Karl A. Augustesen, Hans Jørn Fogh Olsen et Poul Jensen. Il présente une orbite caractérisée par un demi-grand axe de 2,58 UA, une excentricité de 0,22 et une inclinaison de 13,6° par rapport à l'écliptique.

## Compléments